# María de los Ángeles Santana
María de los Ángeles Santana (La Habana, 2 de agosto de 1914 - La Habana, 8 de febrero de 2011) fue una actriz, cantante y vedette cubana.

## Estudios
Su infancia transcurrió en varias provincias. La madre la inició en el estudio de la música, y ya en plena juventud recibió clases de guitarra del maestro González Guyún Rubiera. A los 24 años (1938) trabajó en su primera película, Sucedió en La Habana, en la cual Santana era la novata dentro de un grupo que conformaban Rita Montaner, Alicia Rico y Candita Quintana.[cita requerida]
Sus inicios profesionales tuvieron lugar en la cinematografía cubana. En 1938 intervino en los filmes Sucedió en La Habana y El romance del palmar, dirigidos por Ramón Peón García, y al año siguiente figuró en Mi tía de América, Estampas habaneras y Cancionero cubano, dirigido este por Jaime Salvador. Paralelamente recibía clases de actuación con Guillermo de Mancha en la Escuela de Declamación de Películas Cubanas.[cita requerida]
Ernesto Lecuona la atrajo a sus conciertos de música cubana, donde ella le estrenó la canción "Te vas, juventud". Esas y otras actuaciones similares le abrieron  las puertas de la radio en 1940, cuando se presentó en la emisora CMQ. En esos años perfeccionó su técnica vocal con Lalo Elósegui y José Ojeda, por recomendación de Lecuona. Para en 1940 viajar a México con Eliseo Grenet, contratada, durante siete años, por una compañía de comedias y revistas musicales.[cita requerida]
A su regreso a la Isla se incorpora a la compañía del Teatro Martí.[cita requerida]

## La radio
De regreso a Cuba en enero de 1946, se presentó en la radio y en distintos espectáculos escénicos. Poco después de actuar por primera vez como actriz dramática en las tablas, centralizó en el teatro Martí el elenco de la temporada de Garrido y Piñero, que dirigía Agustín Rodríguez, reconocido por ella como uno de sus formadores. Allí debutó en La Habana nocturna, del propio Rodríguez, con música de Gonzalo Roig. También durante varios meses estrenó numerosos títulos de Carlos Robreño y Francisco Meluzá Otero.

## Teatro
En febrero de 1949 pasó a integrar, en el mismo escenario, el elenco de la compañía Teatro Cubano Libre, de Carlos Robreño y Rodrigo Prats. En noviembre del mismo año el actor Mario Martínez Casado la presentó en su temporada de vodevil francés del teatro Principal de la Comedia. El empresario español Manolo Paso, director de una compañía de revistas que actuaba por aquellos días en La Habana, asistió a las funciones y ofreció a la actriz un contrato.[cita requerida]
El 9 de febrero de 1950 la Santana debutó en el teatro Madrid, de la capital española, protagonizando la revista Tentación, de Antonio y Manuel Paso, con música de Daniel Montorio, que alcanzó 2874 funciones. También intervino en la reposición de ¡Eres un sol!, de los mismos autores, y estrenó en noviembre de 1952 ¡Conquístame!, la cual se mantuvo en cartel por más de mil funciones. Durante los tres años de su permanencia en la Península, la actriz criolla recorrió con esas piezas varias ciudades españolas.[cita requerida]
Sin embargo, su éxito rotundo será en España donde, transformada ya en una vedette internacional con 37 años, asombra entre 1951 y 1954, y más tarde, entre 1955 y 1958.[cita requerida] Unos días después de su retorno a su amada isla, triunfaría la Revolución cubana (enero de 1959).

## Televisión
Pocos meses después de concluida esa temporada, la Santana centralizó la reposición, luego de muchos años, de La isla de las cotorras, de Villoch y Anckermann, dirigida por Francisco Morín, en el teatro Amadeo Roldán, durante el I Festival de Música Popular Cubana. A esa época corresponde también su fructífera colaboración con el teatrista Rubén Vigón, quien la contrató para presentar en su sala Arlequín las obras Las mujeres se rebelan (junio de 1962); Un sorbo de miel (marzo de 1963); Las cuatro verdades (agosto de 1963), La más fuerte y Algo no dicho (febrero de 1964); Sara en el traspatio (mayo de 1964) y La mamma (octubre de 1964).[cita requerida]
El 19 de diciembre de 1963 comenzó a transmitirse por el canal 6 de la Televisión Cubana el programa costumbrista Ritmos de Cuba, con guion de Carballido Rey, dirección de Joaquín M. Condall y animación de Consuelito Vidal y Germán Pinelli. De aquella época datan los personajes protagónicos de Plutarco, alcalde del imaginario pueblo San Nicolás del Peladero, y su esposa, la alcaldesa Remigia, que encarnaban Enrique Santiesteban y María de los Ángeles Santana. Ese programa, que poco después cambió su nombre por el de San Nicolás del Peladero, se mantuvo en la preferencia del público por espacio de veinte años: su última transmisión tuvo lugar el 26 de diciembre de 1983.[cita requerida]
En esos años, la Santana compartió sus apariciones semanales en San Nicolás… con otras labores en televisión y teatro. Fueron entre ellas de especial significado la telenovela La peña del león, de Maité Vera; el musical Tía Meim (versión española del musical norteamericano Auntie Mame, de P. Dennos, realizada por Nelson Dorr, también director, y Abelardo Estorino) en el Teatro Musical de La Habana en junio de 1970, y el estreno de la comedia Una casa colonial -concebida para ella por el dramaturgo Nicolás Dorr- en la sala Covarrubias del teatro Nacional, en agosto de 1981. Al año siguiente Una casa colonial fue filmada para la televisión, bajo la dirección de Miguel Torres.[cita requerida]
En noviembre de 1982 Nelson Dorr volvió a reunir las recias personalidades escénicas de la Santana y Santiesteban en la pieza Comedia a la antigua, del ruso Arbúzov, que se presentó en el teatro Mella.[cita requerida]

## Cine
En junio de 1987 interpretó un papel secundario en la zarzuela María la O, adaptado especialmente para ella por Dorr, y en 1989 realizó su tercer viaje a España para presentar esta obra en Madrid.[cita requerida]
Por esa época colaboró con el grupo "Plaza Vieja", dirigido por Huberto Llamas, en las puestas en escena de Andoba, Santa Camila de La Habana Vieja y Las Yaguas. Pero es a Nelson Dorr a quien debe la actriz sus mejores presentaciones escénicas de esta última etapa. Dorr le escribió A toda prueba (1993), inspirada en su prolongada existencia conyugal con Julio Vega, quien participó en las representaciones realizadas en La Habana, Santiago de Cuba, Matanzas y Cienfuegos. Al año siguiente la seleccionó para su puesta en escena de Ocaña, fuego infinito, de Andrés Ruiz, en la sala Avellaneda del Teatro Nacional de Cuba y en 1999 le dedicó Vivir con mamá, estrenada en el teatro Mella.[cita requerida]
En 1988 apareció en el serial televisivo Los abuelos se rebelan, con guion de Hernández Savio y dirección de Maritza Rodríguez, en el que actuó junto a otro de sus compañeros escénicos de siempre, el actor Armando Soler, y entre 1990 y 1995 grabó para la pequeña pantalla las telenovelas Prefiero las rosas y Entre mamparas.[cita requerida]
En 1996 recibió la Orden Félix Varela, y posteriormente el Ministerio de Cultura la ha distinguido con los premios nacionales de Teatro, 2001, junto a Rosa Fornés; de Televisión, 2003 y de Humorismo, 2005, compartido con Armando Soler.
Falleció en La Habana el 8 de febrero de 2011, a los 96 años.